# وورلیتس
وورلیتس (به آلمانی: Wörlitz) یک منطقهٔ مسکونی در آلمان است که در ارانینباوم-وورلیتس واقع شده‌است. وورلیتس  ۱٬۵۱۳ نفر جمعیت دارد.

## خواهرخوانده
شهر لامبسهایم خواهرخواندهٔ وورلیتس هست.